# Fergrupo
La Fergrupo, Construções e Técnicas Ferroviárias, S.A., más conocida por la designación FERGRUPO o Fergrupo, es una empresa portuguesa de ingeniería y construcción ferroviaria.

## Véase también

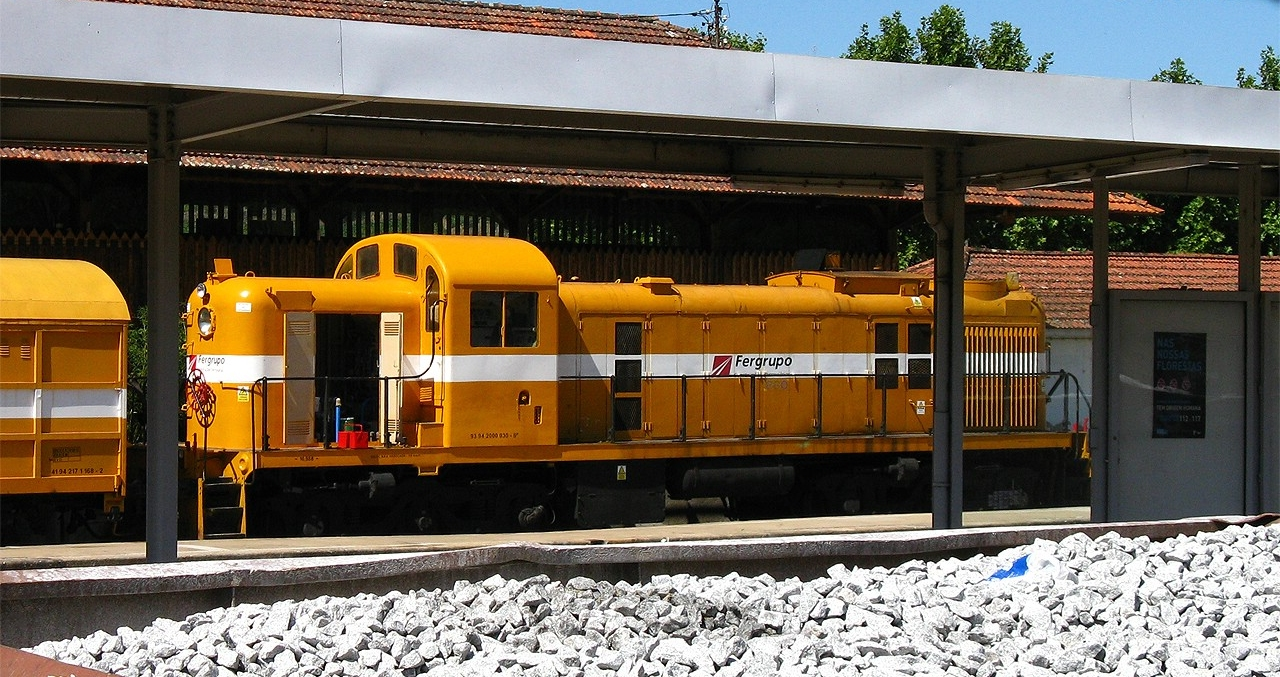
Antigua locomotora de la CP Serie 1500 de los Caminhos de Ferro Portugueses, al servicio de Fergrupo, en la Estación de Régua, en 2009.